# Municipio de Rex
El municipio de Rex (en inglés: Rex Township) es un municipio ubicado en el condado de Lyman en el estado estadounidense de Dakota del Sur. En el año 2010 tenía una población de 30 habitantes y una densidad poblacional de 0,32 personas por km².

## Geografía
El municipio de Rex se encuentra ubicado en las coordenadas 43°53′47″N 99°41′56″O / 43.89639, -99.69889. Según la Oficina del Censo de los Estados Unidos, el municipio tiene una superficie total de 92.96 km², de la cual 92,65 km² corresponden a tierra firme y (0,33 %) 0,31 km² es agua.

## Demografía
Según el censo de 2010, había 30 personas residiendo en el municipio de Rex. La densidad de población era de 0,32 hab./km². De los 30 habitantes, el municipio de Rex estaba compuesto por el 100 % blancos. Del total de la población el 0 % eran hispanos o latinos de cualquier raza.